# Кожеед скрюченный
Кожеед скрюченный (лат. Thylodrias contractus) —  вид жесткокрылых насекомых семейства кожеедов. Единственный представитель рода Thylodrias Motschulsky, 1839.

## Описание

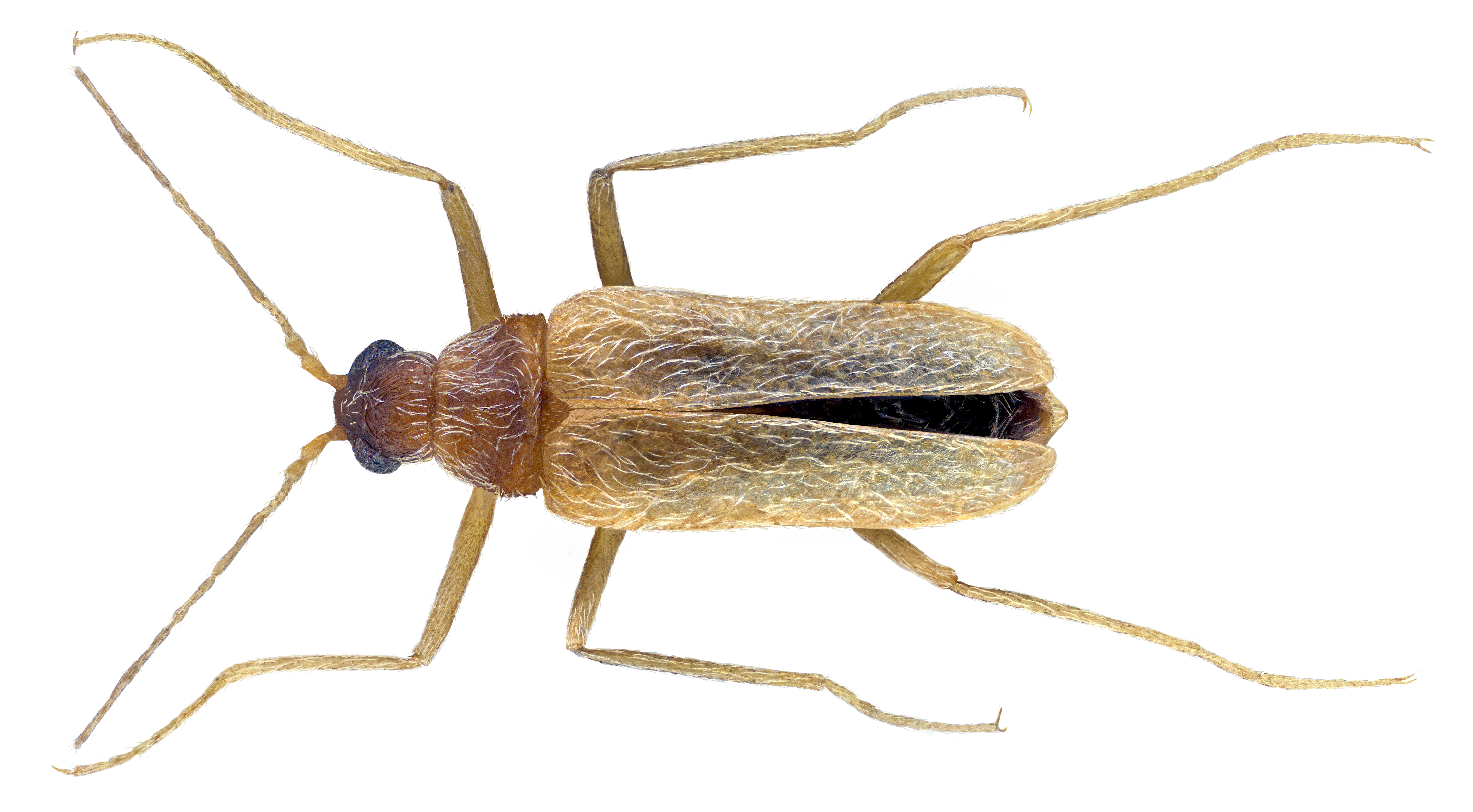
Самец

Усики нитевидные. Брюшко с семью стернитами. Самец кантароидного облика, Надкрылья на вершине расходящиеся. Самка крупнее самца, напоминают личинок, без надкрылий и крыльев. Лоб с глазком. Жизненный цикл от 6,5 до 46 месяцев.

## Распространение
Родиной является Азия, расселился по всему миру. Известен из Евразии, Африки, Австралии, Южной и Северной Америке.